# Pappankurichi
Pappankurichi è una suddivisione dell'India, classificata come census town, di 20.439 abitanti, situata nel distretto di Tiruchirappalli, nello stato federato del Tamil Nadu. In base al numero di abitanti la città rientra nella classe III (da 20.000 a 49.999 persone).

## Geografia fisica
La città è situata a 10° 48' 42 N e 78° 44' 41 E.

## Società

### Evoluzione demografica
Al censimento del 2001 la popolazione di Pappankurichi assommava a 20.439 persone, delle quali 10.286 maschi e 10.153 femmine. I bambini di età inferiore o uguale ai sei anni assommavano a 2.143, dei quali 1.078 maschi e 1.065 femmine. Infine, coloro che erano in grado di saper almeno leggere e scrivere erano 15.870, dei quali 8.472 maschi e 7.398 femmine.